# Marina Magistrelli
Marina Magistrelli (Ancona, 18 giugno 1954) è una politica italiana.

## Biografia
Avvocata penalista e matrimonialista, è stata dal 1996 al 1999 coordinatrice nazionale del Movimento per l'Ulivo presieduto da Romano Prodi, soggetto politico che il 27 febbraio 1999 confluisce ne I Democratici.
Ha contribuito alla fondazione della Margherita, ponendosi sempre in posizioni vicine a Prodi. Nel partito segue in particolare i circoli locali.
Alle elezioni politiche del 2001 è stata eletta al Senato della Repubblica nel collegio elettorale di Ancona. È stata poi confermata senatrice anche nel 2006 (XV legislatura) e nel 2008 (XVI legislatura).
Ha partecipato poi alla fondazione del Partito Democratico, sempre annoverata tra i più fedeli seguaci del presidente del consiglio. Si è distinta chiedendo una difesa della rappresentanza femminile.
Come avvocata ha assunto la difesa d'ufficio di Mehmet Ali Ağca, attentatore di papa Giovanni Paolo II e ha rappresentato la parte civile nel processo Federconsorzi.